# Cannone M53/59

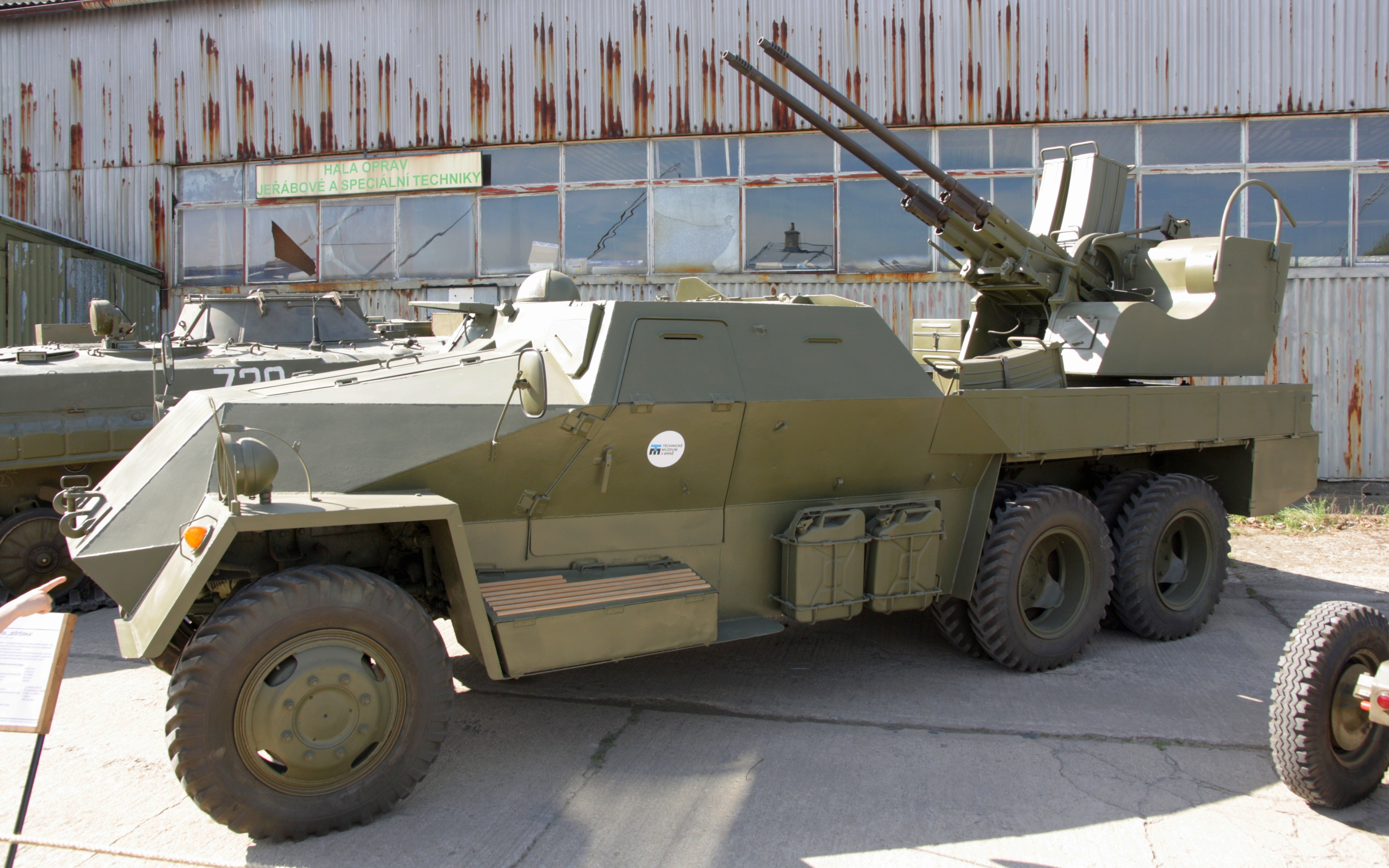
Semovente antiaereo M53/59 in versione binata (affusto a 2 canne) montata su autotelaio Praga 6x6. Introdotto negli anni '60, è stato ampiamente usato nella ex-Jugoslavia dalle armate serbe e jugoslave, rivelandosi un'arma molto efficace contro obiettivi terrestri per l'impressionante volume di fuoco e il gran numero di schegge creato dai proiettili da 30mm.

I cannoni M53/59 da 30 mm sono armi cecoslovacche, in sostituzione delle mitragliere ZU-23. 

## Descrizione
Sono armi più potenti, ma con meno mobilità. Il proiettile AP perfora 55 mm a 500 metri, più delle vecchie armi da 37 mm, in quanto si tratta di cannoni ad alta velocità. La versione M53 è un'arma binata trainata, la M59 semovente, sistemata su veicolo blindato e con la caratteristica di poter essere sbarcata se necessario. Nell'insieme si tratta di armi micidiali in termini di potenza balistica, ma con una mobilità, cadenza di tiro e disponibilità di munizioni assai minori delle ZU-23; inoltre non ne è stata messa in opera una versione con capacità ognitempo. 
Sebbene la Cecoslovacchia abbia costruito un cannone di suo disegno diverso rispetto all'S-60 pari calibro sovietico, essa non ha avuto armi semoventi ZSU-57-2 e ha rimediato con gli M59, che complessivamente sono assai inferiori, anche in termini di mobilità fuoristrada, al prodotto sovietico.